# Syzygium anisosepalum
Syzygium anisosepalum là một loài thực vật có hoa trong Họ Đào kim nương. Loài này được (Duthie) I.M.Turner miêu tả khoa học đầu tiên năm 1997.